# 石家庄天工足球俱乐部
石家庄天工足球俱乐部，成立于2007年6月13日，是中国一家已解散足球俱乐部，球队曾参加2008赛季的中国足球乙级联赛。

## 球队介绍
俱乐部总经理是原河北足球队教练张森，俱乐部的队员和教练的基本班底是十一运会足球队，主要任务是为十一运会的河北足球练兵。
2008年河北天工曾参加中国足球乙级联赛。2009年河北队为了全运会比赛没有报名参加乙级联赛，全运会结束后球队解散。

## 俱乐部历年名稱
- 2007-2008年 河北天工
- 2007-2008年 石家庄天工
- 2008年 石家庄天工俱乐部河北衡水老白干队